# Femke Bol
Femke Bol (Amersfoort, 2000. február 23. –) olimpiai bajnok, világbajnok és többszörös világbajnoki ezüstérmes holland atléta, sík- és gátfutó, a 400 méteres fedett pályás síkfutás világrekordere (2023. február 19.).

## Eredményei
- 2020. évi nyári olimpiai játékok – 400 méteres gátfutás – bronzérmes (52,03; kontinensrekord)
- 2022-es atlétikai világbajnokság – 400 méteres gátfutás – ezüstérmes (52,27)
- 2022-es atlétikai világbajnokság – 4 × 400 m vegyesváltó – ezüstérmes (3:09,90)
- 2022-es fedett pályás atlétikai világbajnokság – 400 méteres síkfutás – ezüstérmes (50,57)
- 2022-es fedett pályás atlétikai világbajnokság – 4 × 400 m női váltó – ezüstérmes (3:28,57)
- 2022-es atlétikai Európa-bajnokság – 3x aranyérmes (400 m, 400 m gát, 4 × 400 m váltó)
- 2021-es fedett pályás atlétikai Európa-bajnokság – 2x aranyérmes (400 m, 4 × 400 m váltó)
- Diamond League – 400 méteres gátfutás – kétszeres aranyérmes (2021 és 2022)
- világcsúcs: 400 méteres síkfutás – 2023. február 19., Apeldoorn, holland bajnokság – 49,26
- 2023-as atlétikai világbajnokság – 400 méteres gátfutás – aranyérem (51,70)